# نيل جونز (لاعب كريكت)
نيل جونز (12 يوليو 1966 في المملكة المتحدة - ) (بالإنجليزية: Neil Jones)‏ هو لاعب كريكت أسترالي.

## وصلات خارجية
- نيل جونز على موقع إي آس بي آن كريك إنفو (الإنجليزية)